# Tarjáni-Malom-patak
A Tarjáni-Malom-patak a Gerecsében ered, Komárom-Esztergom vármegyében, mintegy 290 méteres tengerszint feletti magasságban. A patak forrásától kezdve délnyugati-nyugati irányban halad, majd Tatabányánál eléri a Galla-patakot.

## Part menti települések
- Vértestolna
- Tatabánya